# Peter von Flandern
Peter von Flandern († 1176) war ein Bischof von Cambrai im 12. Jahrhundert. 
Als jüngerer Sohn des Grafen Dietrich I. von Flandern schlug Peter zunächst einen geistlichen Werdegang ein. Er amtierte als Propst in Brügge und Saint-Omer, bevor er 1167 zum Bischof von Cambrai gewählt wurde. Nachdem sein älterer Bruder Matthäus von Elsass im Jahr 1174 im Kampf gegen König Heinrich II. von England gefallen war, entsagte er aber seinem geistlichen Leben. Im Jahr 1175 heiratete Peter die Witwe des Grafen Guido von Nevers, Mathilde von Burgund, durch welche Eheverbindung er die Herrschaft in Nevers als Vormund von Mathildes unmündiger Tochter Agnes war zu übernehmen gedachte. Allerdings starb er schon im folgenden Jahr.
Aus Peters Ehe ging die Tochter Sibylle hervor, die später Robert II. de Wavrin, Seneschall von Flandern, heiratete.